# Macedonio II
Macedonio II (V secolo – Gangra, 515) è stato il Patriarca ecumenico di Costantinopoli tra il 495 e il 511.

## Biografia
Presbitero di Costantinopoli, probabile nipote di Gennadio I, nel 495 fu nominato al posto del patriarca Eufemio dall'imperatore Anastasio. Sottoscrisse l'Enotico, prerequisito per l'accesso all'episcopato nella Chiesa orientale di quel periodo, nonostante professasse la fede calcedoniana. Nel 507, Anastasio si sforzò invano di fargli condannare il Concilio di Calcedonia. Nel 510, Macedonio si rifiutò di comunicarsi con Severo, capo degli scismatici, che Anastasio aveva portato a Costantinopoli. Nell'agosto 511, per ordine dell'imperatore, venne prelevato nottetempo e portato nel Ponto, dove venne deposto da un concilio, dopodiché esiliato a Euchaita presso il suo predecessore Eufemio. Nel 515 morì a Gangra, dov'era stato costretto a rifugiarsi per salvarsi dalle stragi degli Unni.

## Culto
La Chiesa ortodossa onora la sua memoria il 25 aprile.